# Erich Stammer

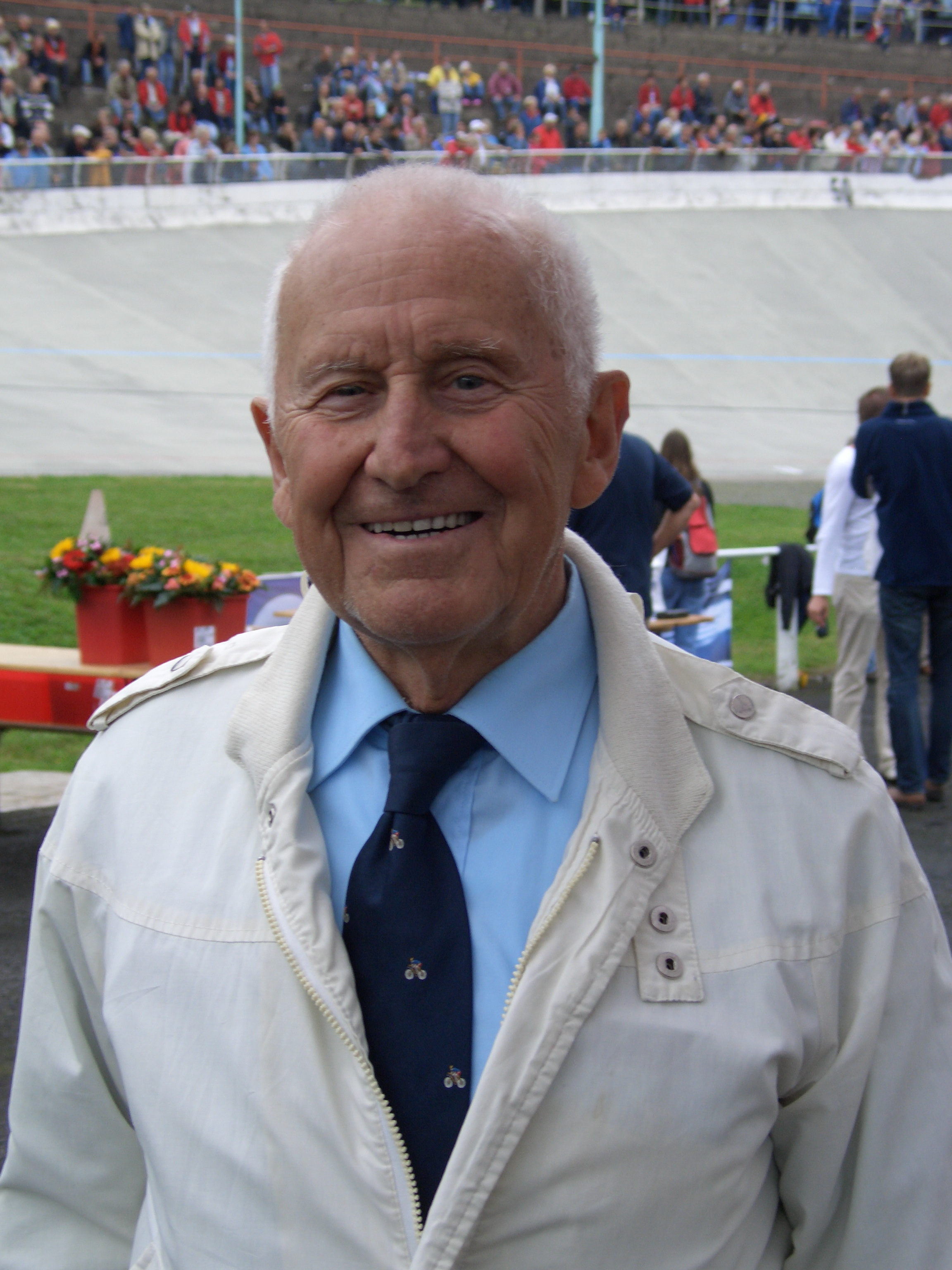
Erich Stammer (2010)

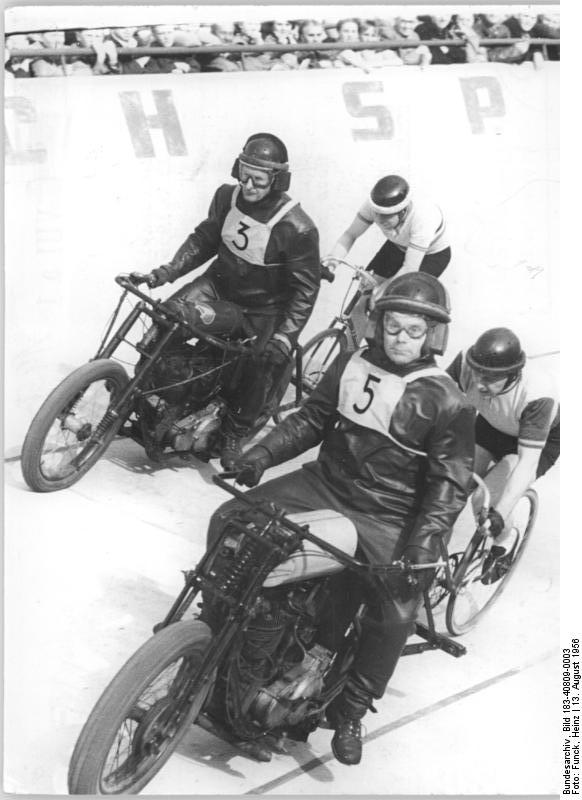
Stammer (rechts) bei einem Rennen in Berlin-Weißensee

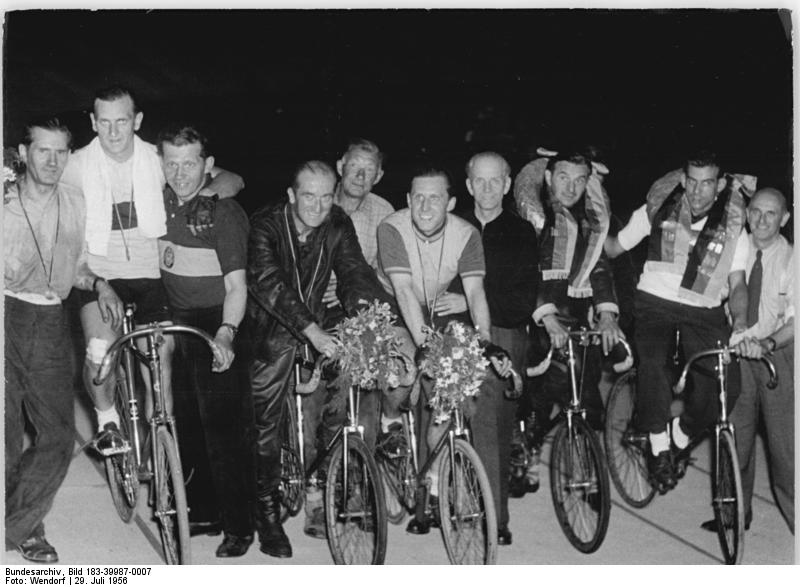
Erich Stammer (Mitte) bei der DDR-Stehermeisterschaft 1956, bei der er den zweiten Platz belegte.

Erich Stammer (* 11. September 1925 in Leipzig; † 3. November 2014 ebenda) war ein deutscher Radrennfahrer.

## Radsport-Laufbahn
Erich Stammer kommt aus einer radsportbegeisterten Familie: Sein Großvater Bruno war als Schrittmacher tätig und sein Vater Arno als Amateur-Rennfahrer aktiv. Schon früh hatte auch Erich Stammer den Wunsch, Radrennfahrer zu werden. Beflügelt wurde seine Begeisterung durch die Olympischen Sommerspiele 1936 in Berlin. Sein Vater, der nach einem schweren Sturz den Radsport aufgegeben hatte, versuchte, ihn davon abzubringen und ihn für Musik zu begeistern. Auf einem alten Rennrad seines Vaters begann Erich Stammer neben seiner Lehre als Maschinenschlosser jedoch heimlich, Rennen zu bestreiten. 1940 startete er erstmals beim "Ersten Schritt" bei einem Radrennen.
1943 wurde Erich Stammer in Erfurt deutscher Jugendmeister im 100-km-Mannschaftszeitfahren. Wenige Tage darauf wurde er als Soldat eingezogen. 1945 kam er nach Hause zurück und schon 1946 fuhr er sein erstes Rennen nach dem Krieg. In den folgenden Jahren bestritt er erfolgreich Rennen auf der Straße sowie in verschiedenen Bahnradsportdisziplinen. 1948 errang er 25 und 1949 33 Siegerschleifen. 1951 beschloss er, sich auf Steherrennen zu konzentrieren. 1952 wurde er Dritter der DDR-Stehermeisterschaft, 1953 Zweiter und 1954 schließlich DDR-Meister, womit er gleichzeitig den 150. Sieg seiner Karriere erzielte. 1956 wurde er nochmals Zweiter und 1957 Dritter. Mehrerfach beendete er Saisons als Punktbester. 1957 beendete er seine aktive Radsport-Karriere.

## Tätigkeit als Trainer
1959 nahm Erich Stammer eine Tätigkeit als Trainer beim „ASK Vorwärts Leipzig“ auf und machte eine Ausbildung zum Diplom-Trainer. Im Juni 1967 wurde seine Trainertätigkeit abrupt beendet, nachdem sein Sohn bei dem Versuch, aus der DDR zu fliehen, festgenommen worden war. Stammer wurde gekündigt, und er bekam Berufsverbot.
Stammer fand jedoch eine Anstellung im Kombinat „VEB Polygraph Leipzig“, stieg zum Inspektor für Berufsausbildung auf und erhielt im Herbst 1968 die Möglichkeit, als ehrenamtlicher Trainer mit Kindern und Jugendlichen zu arbeiten. Zudem wurde er 1976 zum ehrenamtlichen DDR-Obmann für den Stehersport ernannt. Als er 1983 jedoch bei einem Rennen in Brünn entgegen den Anweisungen der DDR-Sportführung seine Fahrer starten ließ, obwohl auch bundesdeutsche Sportler am Start waren, wurde er des Amtes enthoben.

## Späte Weltmeister-Ehren
Noch zu Zeiten der DDR hatte Stammer, der weiterhin jährlich mehrere Tausend Kilometer auf dem Rad trainierte, von den Masters-Rad-Weltmeisterschaften und dem Radweltcup für Senioren in St. Johann in Tirol (Österreich), gehört und geträumt, daran teilnehmen zu können. Schon ein Jahr nach der Wende reiste er nach St. Johann in Tirol, wo diese Wettbewerbe jährlich ausgetragen werden. Seither wurde er zweimal Weltmeister in seiner jeweiligen Altersklasse, zweimal Zweiter, dreimal Dritter und errang einmal den Weltpokal. 2002 und 2003 wurde er zudem Internationaler Tschechischer Meister in seiner Altersklasse.

## Familiäres
Erich Stammer ist in zweiter Ehe mit der ehemaligen Kanutin und Weltmeisterin Annelies Bauer verheiratet. Auch sein älterer Bruder Arno war als Radrennfahrer aktiv.